# Ellend
Ellend ist eine ungarische Gemeinde im Kreis Pécs im Komitat Baranya.

## Geografische Lage
Ellend liegt 11,5 Kilometer südöstlich des Zentrums der Stadt Pécs. Nachbargemeinden sind Hásságy und Romonya.

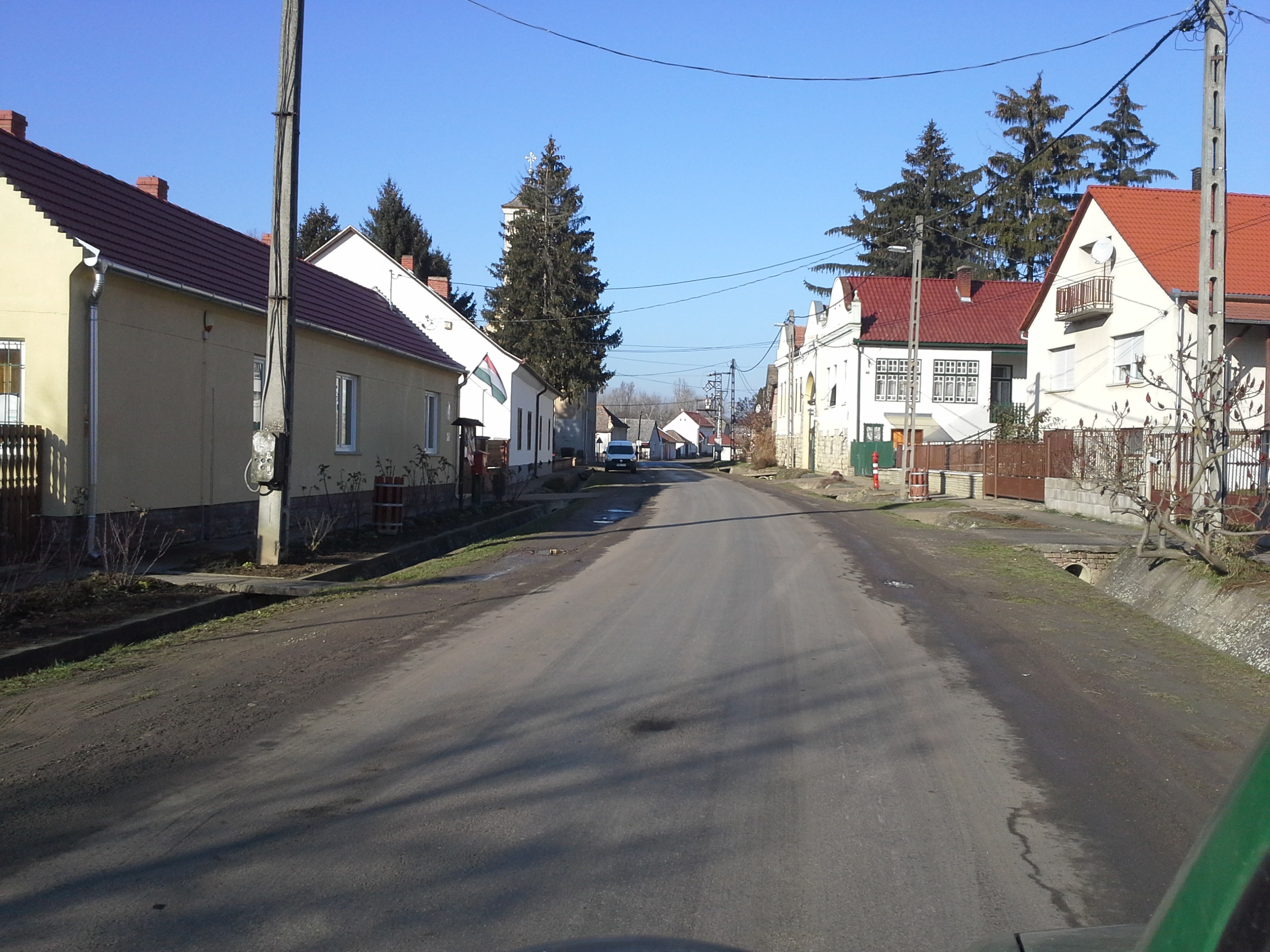
Ortsmitte

## Geschichte
Ellend wurde 1311 erstmals urkundlich erwähnt.

## Sehenswürdigkeiten
- Römisch-katholische Kirche Szent Őrangyalok, erbaut 1893 (denkmalgeschützt)

## Verkehr
Durch Ellend verläuft die Landstraße Nr. 5611. Der nächstgelegene Bahnhof befindet sich in Pécs.